# Henotesia decira
Henotesia decira är en fjärilsart som beskrevs av Carl Plötz 1880. Henotesia decira ingår i släktet Henotesia och familjen praktfjärilar. Inga underarter finns listade i Catalogue of Life.